# Tineke Huizinga

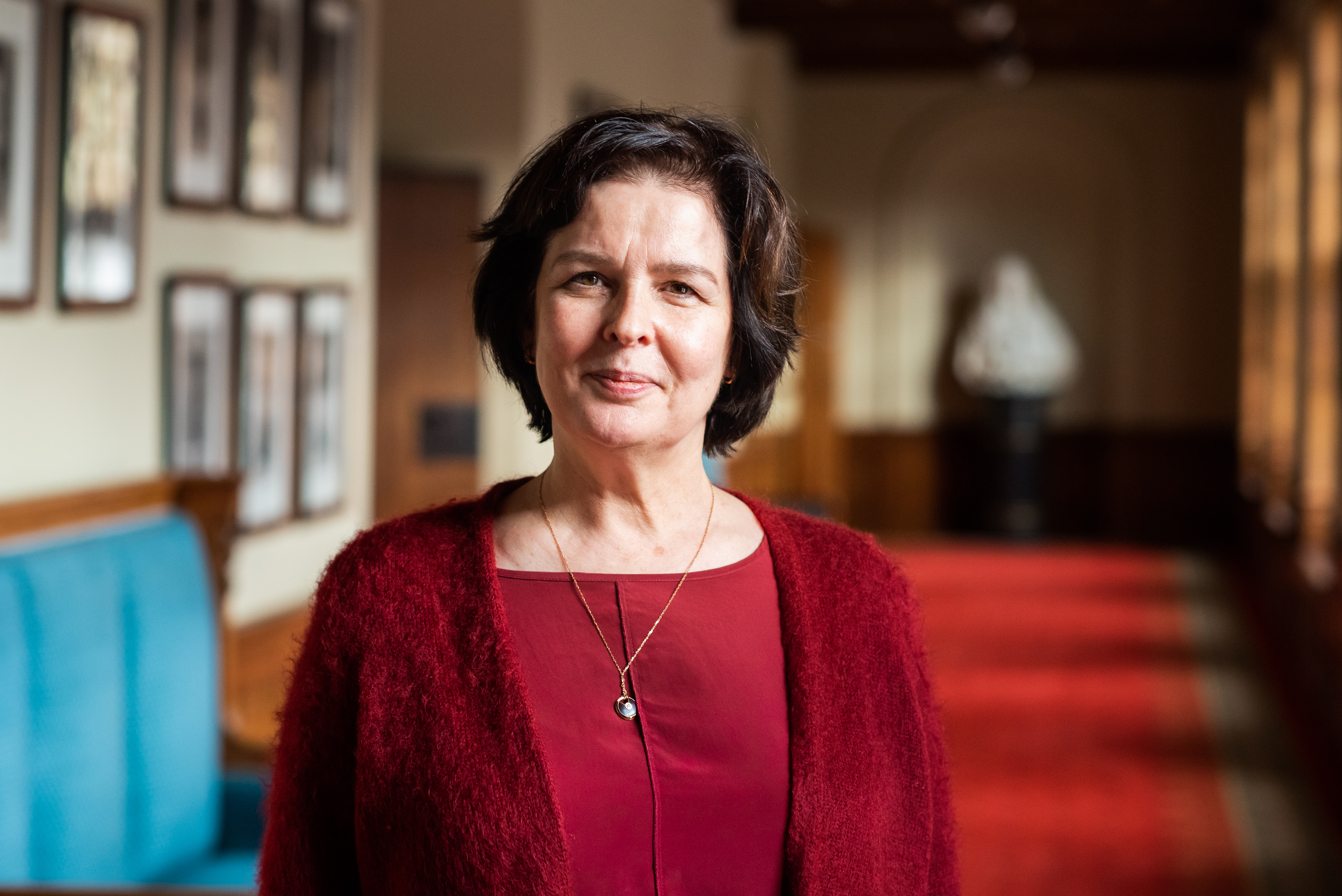
Tineke Huizinga (2019)

Johanna Catharina (Tineke) Huizinga-Heringa (* 16. Februar 1960 in Dantumadiel) ist eine niederländische Politikerin der ChristenUnie.

## Leben
Nach ihrer Schulzeit studierte Huizinga Rechtswissenschaften an der Reichsuniversität Utrecht (kein Diplom). 1998 wurde sie Mitglied der Partei Reformatorische Politieke Federatie (RPF) und war als Lokalpolitikerin in Heerenveen tätig. 2001 wurde Huizinga Mitglied der Partei ChristenUnie. Vom 23. Mai 2002 bis den 22. Februar 2007 war sie Mitglied der Zweiten Kammer der Generalstaaten und vom 22. Februar 2007 bis zum 23. Februar 2010 Staatssekretärin für Verkehr und Wasserwirtschaft im Kabinett Balkenende IV. Vom 23. Februar 2010 bis zum 14. Oktober 2010 war sie Ministerin für Wohnungswesen, Raumordnung und Umweltschutz im selben Kabinett. Seit dem 11. Juni 2019 ist sie Mitglied der Ersten Kammer der Generalstaaten. Seit dem 6. April 2021 ist sie Fraktionsvorsitzende in der Ersten Kammer.
Tineke Huizinga ist verheiratet und lebt in Heerenveen. Sie ist Mitglied der Niederländisch-reformierten Kirche.